# Elisabet de Mallorca i de Foix
Elisabet de Mallorca i de Foix   (c. 1280 (Gregorià) - Escalona, 1301) fou infanta del Regne de Mallorca.

## Biografia
Filla del rei Jaume II de Mallorca i la seva muller, Esclarmonda de Foix.  Era neta per línia paterna del comte-rei Jaume el Conqueridor i la princesa Violant d'Hongria, i per línia materna del comte Roger IV de Foix i Brunisenda de Cardona. Fou germana del rei Sanç I de Mallorca, l'infant Jaume de Mallorca i Sança de Mallorca, entre d'altres.
El 1299 es casà a Perpinyà amb Joan Manuel de Castella, senyor de Villena, Peñafiel i Escalona del Alberche, fill de l'infant Joan Manuel de Borgonya i de Suàbia i Beatriu de Savoia i de Baux. D'aquesta unió, però, no tingueren fills.